# گلیز ۱۷۴
گلیز ۱۷۴ یک ستاره است که در صورت فلکی ثور قرار دارد.